# Dawid Riazanow
Dawid Borisowicz Riazanow (Goldendach) (ros. Давид Борисович Рязанов (Гольдендах), ur. 10 marca 1870 w Odessie, zm. 21 stycznia 1938 w Saratowie) – teoretyk marksizmu w Rosji i ZSRR.

## Życiorys
Uczył się w gimnazjum w Odessie, z którego został wydalony, w 1889 założył jedno z pierwszych w Rosji kółek socjaldemokratycznych, 1890-1891 przebywał za granicą, gdzie nawiązał kontakt z grupą Plechanowa. W październiku 1891 wrócił do Rosji i został aresztowany i w 1895 zesłany pod nadzór policji na 3 lata do Kiszyniowa, 1900-1905 przebywał na emigracji we Francji i Niemczech, w 1903 wstąpił do SDPRR. W 1907 został aresztowany i zwolniony, po czym ponownie wyemigrował, w 1911 był lektorem szkoły partyjnej w Longjumeau we Francji, w kwietniu 1917 wrócił do Rosji i w sierpniu 1917 wstąpił do SDPRR(b). Po zawarciu przez Rosję radziecką traktatu brzeskiego wystąpił z partii, jednak jeszcze w 1918 wstąpił ponownie, 1918-1920 kierował Centralnym Archiwum RFSRR, 1920 był członkiem Prezydium Wszechzwiązkowej Centralnej Rady Związków Zawodowych. Od 1921 do lutego 1931 był dyrektorem Instytutu Marksa i Engelsa przy Socjalistycznej Akademii przy WCIK/CIK ZSRR, 12 stycznia 1929 został akademikiem Wydziału Nauk Humanistycznych (historia) Akademii Nauk ZSRR. W 1930 został odznaczony Orderem Czerwonego Sztandaru Pracy.
16 lutego 1931 został aresztowany i 3 marca 1931 wydalony z Akademii Nauk ZSRR, 16 kwietnia 1931 skazany na 3 lata zesłania do Saratowa, gdzie pracował w Uniwersytecie Państwowym. 23 lipca 1937 ponownie aresztowany, 21 stycznia 1938 skazany na śmierć na sesji wyjazdowej Wojskowego Kolegium Sądu Najwyższego ZSRR pod zarzutem udziału w antyradzieckiej prawicowo-trockistowskiej dywersyjnej organizacji i rozstrzelany. 22 marca 1958 pośmiertnie zrehabilitowany.